# Ricky Burns
Ricky Burns est un boxeur écossais né le 13 avril 1983 à Bellshill.

## Carrière
Champion du Commonwealth des super plumes en 2008 et 2009, il devient champion du monde WBO de la catégorie le 4 septembre 2010 en battant aux points à Glasgow le portoricain Román Martínez et conserve son titre le 4 décembre face à Andreas Evensen et le 12 mars 2011 contre Joseph Laryea. Burns bat ensuite dès le premier round son compatriote britannique Nicky Cook le 16 juillet 2011 puis il choisit de laisser son titre vacant afin de poursuivre sa carrière dans la catégorie supérieure.
Le 10 mars 2012, il s'empare ainsi du titre WBO des poids légers laissé vacant par Juan Manuel Márquez en dominant aux points Paulus Moses puis bat au 4e round son compatriote Kevin Mitchell le 22 septembre 2012. Il conserve sa ceinture le 11 mai 2013 par abandon à l'issue de la 9e reprise de Jose Gonzalez puis plus difficilement le 9 septembre suivant en faisant match nul contre Atsushi Kakutani.
Ricky Burns est en revanche battu aux points à Glasgow par l'invaincu boxeur américain Terence Crawford le 1er mars 2014. Il remporte pourtant un nouveau titre dans une 3e catégorie de poids le 28 mai 2016 en battant au 8e round Michele Di Rocco lors d'un championnat du monde des super-légers WBA, titre qu'il confirme le 8 octobre suivant en battant aux points le biélorusse Kiryl Relikh avant de perdre aux points contre le champion IBF de la catégorie, Julius Indongo, le 15 avril 2017.